# Балканець
Балка́нець (болг. Балканец) — село в Ловецькій області Болгарії. Входить до складу общини Троян.

## Населення
За даними перепису населення 2011 року у селі проживали 259 осіб, з них 209 осіб (99,5%) — болгари.
Розподіл населення за віком у 2011 році:
Динаміка населення: